# Шеберстов, Константин Яковлевич
Константин Яковлевич Шеберстов (14 марта 1919, д. Дерябиха, Иваново-Вознесенская губерния — 23 марта 1953, пос. Воротынск, Калужская область) — ас советской истребительной авиации во время Корейской войны, участник Великой Отечественной войны. Гвардии майор (30.10.1951).

## Биография
В 1935 году окончил 8 классов местной средней школы. Жил и работал в Иваново, в 1936 году поступил в аэроклуб, который закончил в 1939 году.
В Красной Армии с декабря 1939 года. Окончил в 1940 году Ульяновскую военную авиационную школу пилотов. Далее служил в ней же лётчиком—инструктором. В июне—июле 1942 года служил в особой группе по перегонке истребителей Р-39 «Аэрокобра» на фронт, в которой находился более месяца. С августа 1942 года служил лётчиком-инструктором в 22-м запасном истребительном авиационном полку Московского военного округа, в котором прослужил до конца войны, став там в декабре 1942 года командиром звена, до осени 1944 года — штурманом эскадрильи и заместителем командира эскадрильи по лётной части. К августу 1944 года подготовил к полётам на истребителях Р-39 «Аэрокобра» 82 лётчика.
Участник Великой Отечественной войны, дважды направлялся в действующую армию на боевые стажировки. В первый раз участвовал в боевых действиях с 15 сентября 1943 года по 28 февраля 1944 года, в составе 30-го гвардейского истребительного авиационного полка 16-й воздушной армии на 1-м Белорусском фронте. За это время выполнил около 20 боевых вылетов, но побед не одерживал. За эту боевую командировку, а также за успешное обучение лётного состава был награждён орденом Красной Звезды.
Вторично находился на фронте с 5 сентября по 10 ноября 1944 года, будучи старшим лётчиком в 821-м истребительном авиационном полку 190-й истребительной авиационной дивизии 3-й воздушной армии на 1-м Прибалтийском фронте. Участвовал в его рядах в Прибалтийской наступательной операции. В этой стажировке выполнил 69 боевых вылетов, провёл 12 воздушных боёв, лично сбил 2 самолёта FW-190. За эти боевые успехи лейтенант Шеберстов был награждён орденом Красного Знамени. Сражался на истребителе Р-39 «Аэрокобра».
Член ВКП(б) с 1943 года.
После окончания Великой Отечественной войны продолжил военную службу. С февраля 1946 года — заместителя командира эскадрильи по лётной части в 51-м отдельном учебно-тренировочном авиационном полку Московского военного округа. С сентября 1946 года старший лейтенант К. Я. Шеберстов служил в элитном 176-м гвардейском истребительном авиационном полку 324-й истребительной авиационной дивизии Московского военного округа: командир звена, с апреля 1947 года — заместитель командира эскадрильи, с октября 1950 года — командир 1-й эскадрильи полка. Военный лётчик 2-го класса (1950). В конце 1950 года с полком был переброшен на Дальний Восток, а в декабре 1950 года — в Китай.
С апреля 1951 года по февраль 1952 года принимал участие в Корейской войне в составе 176-го гвардейского истребительного авиаполка. Летал на реактивном истребителе МиГ-15. За отличия в боях, кроме награждений орденами, в июне 1951 года назначен помощником командира полка по тактике. Один из лучших асов полка и всей советской истребительной авиации в Корейской войне: совершил более 120 боевых вылетов, участвовал в более 50 воздушных боях, в которых сбил 13 самолётов ВВС США (все победы личные).
Принимал участие в известном воздушном бою 12 апреля 1951 года (широко известном в прессе как «Чёрный четверг»). В тот день в районе моста через реку Ялуцзян произошёл крупный воздушный бой, в котором участвовало более 100 самолётов с обеих сторон. Группа капитана Шеберстова атаковала два B-29 с разных направлений, одновременно разбившись на 4 пары и на больших скоростях, тем самым прорывая заслоны из истребителей прикрытия и завесу огня стрелков с «Крепостей». Первая же атака увенчалась успехом: ведущий группы капитан Шеберстов с короткой дистанции в 400 метров поджёг один из В-29, который вывалился из строя своего звена. В следующей атаке уже ведомый Шеберстова старший лейтенант Г. А. Николаев подбил другую «Крепость». Атаки по бомбардировщикам вели до полного израсходования боезапаса, но и после этого продолжали имитировать атаки на самолёты противника. Сбитый в этом бою стратегический бомбардировщик ВВС США B-29 стал первой воздушной победой К. Я. Шеберстова на этой войне.
Командир 324-й истребительной авиационной дивизии трижды Герой Советского Союза полковник И. Н. Кожедуб осенью 1951 года представил майора К. Я. Шеберстова к присвоению звания Героя Советского Союза. Однако награждён он не был.
После возвращения в СССР К. Я. Шеберстов продолжил службу в 176-м гвардейском ИАП (52-я воздушная истребительная армия ПВО, ПВО Московского военного округа), был заместителем командира полка — лётчиком-инспектором по технике пилотирования и теории полёта. 23 марта 1953 года трагически погиб в авиационной катастрофе над аэродромом «Орешково» (пос. Воротынск, Бабынинский район, Калужская область): при проведении ночных полётов в воздухе произошло столкновение двух самолётов. Похоронен на старом городском кладбище города Кохма Ивановской области.

## Награды
- Три ордена Красного Знамени (9.10.1944[2], 2.06.1951, 10.10.1951);
- Орден Отечественной войны 1-й степени (27.12.1944)[3];
- Орден Красной Звезды (2.08.1944)[4][5];
- Медаль «За боевые заслуги» (21.02.1945)[6];
- Медаль «За победу над Германией в Великой Отечественной войне 1941—1945 гг.» (1945);
- Юбилейная медаль «30 лет Советской Армии и Флота» (1948).